# Tubarão-de-pontas-negras-do-recife
O tubarão-de-pontas-negras-do-recife (Carcharhinus melanopterus) é uma espécie de tubarão da família Carcharhinidae, facilmente identificada pelas proeminentes pontas pretas de suas barbatanas (principalmente na primeira barbatana dorsal e na barbatana caudal). Entre os tubarões mais abundantes que habitam os recifes de coral tropical dos oceanos Índico e Pacífico, essa espécie prefere águas rasas e costeiras. Sua primeira barbatana dorsal exposta é reconhecida na região. O tubarão-de-pontas-negras-do-recife é geralmente encontrado sobre bordas de recifes e planos arenosos, embora também se saiba que ele entra em ambientes salgados e de água doce. Geralmente atinge um comprimento de 1,6 m (5,2 pés).
Possui áreas domésticas extremamente pequenas e exibe forte fidelidade no local, permanecendo na mesma área local por vários anos seguidos. É um predador ativo de pequenos peixes ósseos, cefalópodes e crustáceos, e também é conhecido por se alimentar de cobras e aves marinhas. Os relatos da história de vida dos tubarões-de-pontas-negras-do-recife têm sido variáveis e às vezes contraditórios, refletindo em parte as diferenças geográficas dentro das espécies. Como outros membros de sua família, este tubarão é vivíparo, com fêmeas dando à luz dois a cinco filhotes em um ciclo bienal, anual ou possivelmente semestral. Os relatórios do período de gestação variam de 7 a 9, de 10 a 11 a possivelmente 16 meses. O acasalamento é precedido pelo macho que segue de perto a fêmea, provavelmente atraído por seus sinais químicos. Os tubarões recém-nascidos são encontrados mais perto da costa e em águas mais rasas do que os adultos, vagando frequentemente em grandes grupos por áreas inundadas pela maré alta.
Tímido e nervoso, o tubarão de pontas negras é difícil de abordar e raramente representa um perigo para os seres humanos, a menos que seja despertado pela comida. No entanto, as pessoas que andam em águas rasas correm o risco de ter suas pernas mordidas por engano. Este tubarão é usado por sua carne, barbatanas e óleo de fígado, mas não é considerado uma espécie comercialmente significativa. A União Internacional para a Conservação da Natureza avaliou o tubarão recife como quase ameaçado. Embora a espécie como um todo permaneça generalizada e relativamente comum, a pesca excessiva deste tubarão de reprodução lenta levou ao seu declínio em vários locais.

## Taxonomia

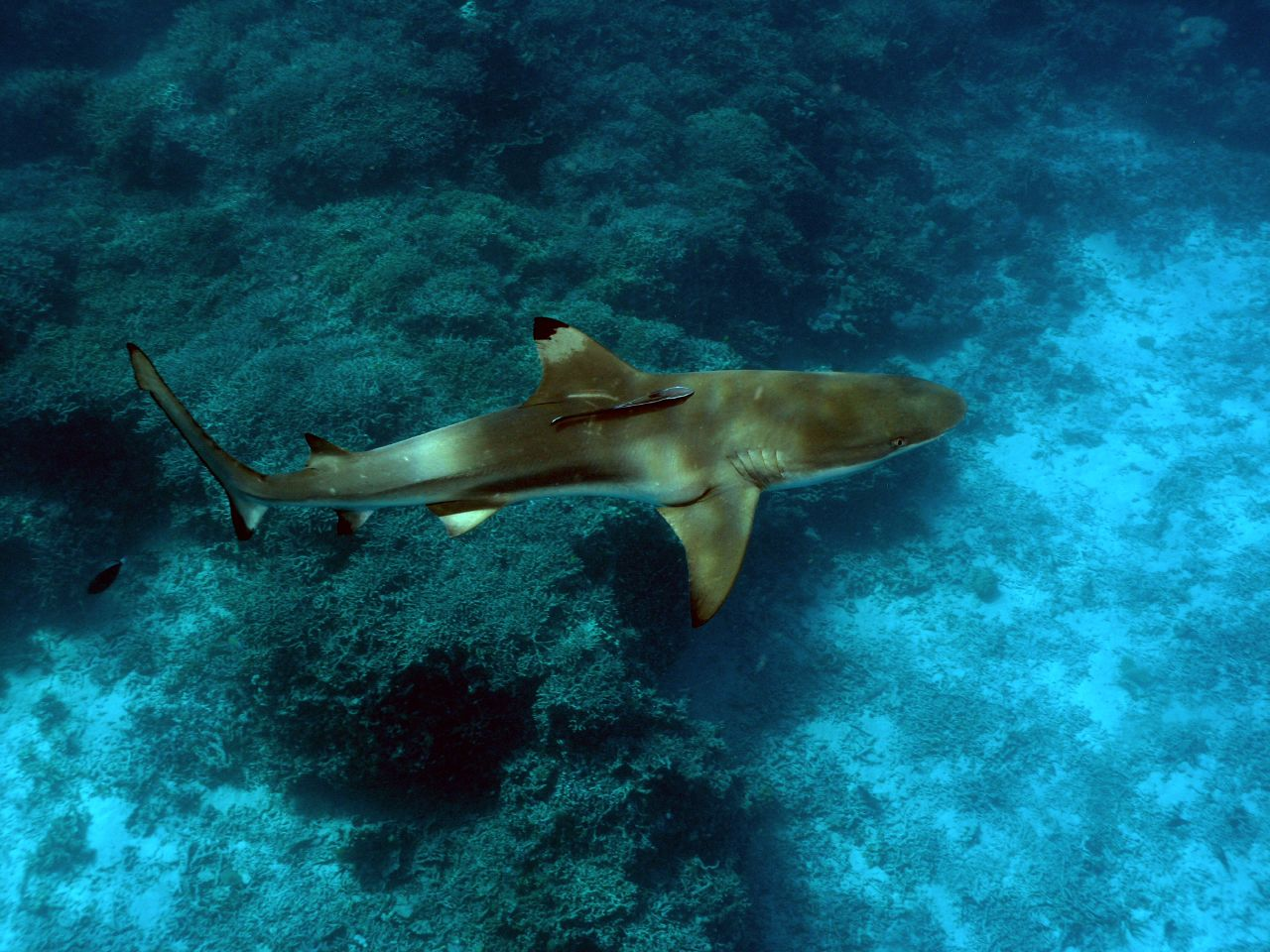
A blacktip reef shark in the Solomon Islands

Os naturalistas franceses Jean René Constant Quoy e Joseph Paul Gaimard descreveram originalmente o tubarão-de-pontas-negras-do-recife durante a viagem exploratória de 1817 a 1820 da corveta Uranie. Em 1824, seu relato foi publicado como parte da Voyage autour du monde ... sur les corvettes de S.M. l'Uranie et la Physicienne, relatório de 13 volumes de Louis de Freycinet sobre a viagem. O espécime tipo era um macho juvenil de 59 cm de comprimento, capturado na ilha de Waigeo, a oeste da Nova Guiné. Quoy e Gaimard escolheram o nome Carcharias melanopterus, do grego melas que significa "preto" e pteron que significa "barbatana" ou "asa", em referência às marcantes barbatanas desse tubarão.
Os autores subsequentes transferiram o tubarão-de-pontas-negras-do-recife para o gênero Carcharhinus; em 1965, a Comissão Internacional de Nomenclatura Zoológica a designou como a espécie-tipo para o gênero. Em alguma literatura anterior, o nome científico deste tubarão foi erroneamente dado como C. spallanzani, agora reconhecido como sinônimo de tubarão-de-cauda-manchada (C. sorrah). Outros nomes comuns para esta espécie incluem tubarão de recife, tubarão de barbatana negra, tubarão de pontas negras, tubarão de ponta negra e guliman.

## Filogenia
Como a maioria dos outros membros de seu gênero, a posição filogenética do tubarão de recife permanece indeterminada. Baseado na morfologia, Jack Garrick propôs em 1982 que o parente mais próximo do tubarão recife era o tubarão nervoso (C. cautus). A análise morfológica de Leonard Compagno, em 1988, sugeriu afinidade não apenas entre essa espécie e o tubarão nervoso, mas também outras quatro espécies, e não conseguiu resolver ainda mais seus relacionamentos. Uma análise de aloenzima de 1998 por Gavin Naylor novamente produziu resultados ambíguos, descobrindo que o tubarão de pontas negras forma uma politomia (grupo irresolúvel) com outras 10 espécies de Carcharhinus.

## Distribuição e habitat

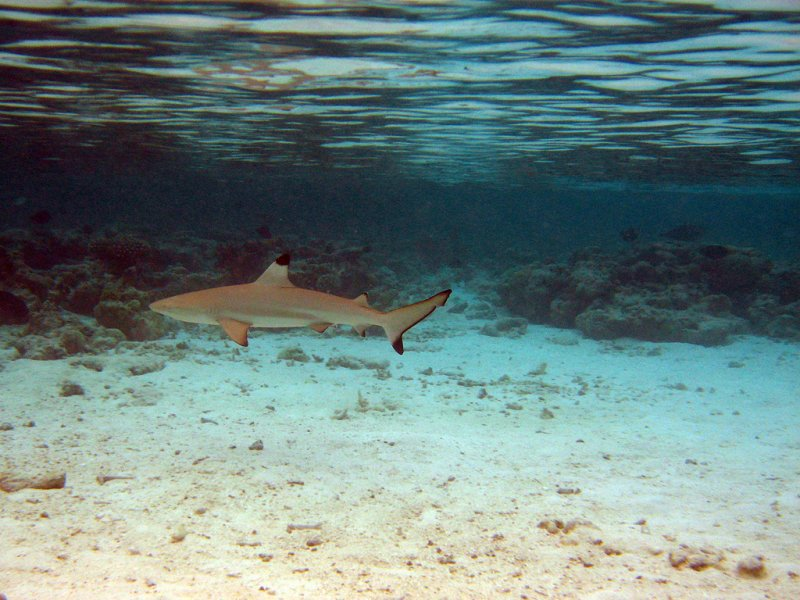
The blacktip reef shark prefers shallow, inshore waters.

O tubarão de recife é encontrado em todas as águas costeiras do Indo-Pacífico tropical e subtropical. No Oceano Índico, ocorre da África do Sul ao Mar Vermelho, incluindo Madagascar, Maurício e Seychelles, e daí para o leste ao longo da costa do Subcontinente Indiano para o Sudeste Asiático, incluindo Sri Lanka, Ilhas Andaman e Maldivas. No Oceano Pacífico, é encontrado no sul da China e nas Filipinas, na Indonésia, no norte da Austrália e na Nova Caledônia, e também habita inúmeras ilhas oceânicas, incluindo as Ilhas Marshall, Gilbert, Society,  Ilhas Havaianas e Tuamotu. Ao contrário do que a maioria das fontes afirma, há um relatório sugerindo que os espécimes dessa espécie das águas japonesas podem ser de Taiwan , no entanto, vários avistamentos e capturas dessa espécie foram relatados nas águas costeiras da ilha de Ishigaki, no Japão. Prefeitura de Okinawa, no sul do Japão. Um migrante lessepsiano, este tubarão colonizou o leste do Mar Mediterrâneo por meio do Canal de Suez.
Embora tenha sido relatado a uma profundidade de 75 m (246 pés), o tubarão de recife é geralmente encontrado em água com apenas alguns metros de profundidade e pode ser visto nadando perto da costa com a barbatana dorsal exposta. Os tubarões mais jovens preferem locais rasos e arenosos, enquanto os tubarões mais velhos são mais comuns em torno das bordas dos recifes e também podem ser encontrados perto das quedas de água. Essa espécie também foi relatada em estuários e lagos salgados em Madagascar e ambientes de água doce na Malásia, embora não seja capaz de tolerar baixa salinidade no mesmo grau que o tubarão-touro (C. leucas). Em Aldabra, no Oceano Índico, os tubarões de pontas negras se reúnem nos canais entre os recifes durante a maré baixa e viajam para os manguezais quando a água aumenta. Há evidências ambíguas de que os tubarões dos extremos norte e sul de sua distribuição são migratórios.

## Descrição
Uma espécie robusta com uma forma simplificada de "tubarão típico", o tubarão de ponta negra tem um focinho curto, largo e arredondado e olhos ovais moderadamente grandes. Cada narina tem um retalho de pele na frente que é expandido para um lobo em forma de mamilo. Sem contar os pequenos dentes sinfisiais (centrais), as linhas dos dentes são de 11 a 13 (geralmente 12) em ambos os lados da mandíbula superior e 10 a 12 (geralmente 11) em ambos os lados da mandíbula. Os dentes superiores estão na posição vertical, angular e estreitamente triangular, apresentando serrilhas mais grosseiras nas bases; os dentes inferiores são semelhantes, mas mais serrilhados. Os dentes dos machos adultos são curvados mais abruptamente do que os das fêmeas.
As barbatanas peitorais são grandes e estreitamente falcam (em forma de foice), afilando-se às pontas. A primeira barbatana dorsal considerável é alta com uma margem traseira em forma de "S" curva e se origina nas pontas traseiras livres das barbatanas peitorais. A segunda barbatana dorsal é relativamente grande, com uma pequena margem traseira, e é colocada em frente à barbatana anal. Não há crista entre as barbatanas dorsais. Este tubarão é um marrom acinzentado pálido acima e branco abaixo, com uma faixa branca óbvia nos lados que se estendem para a frente acima da barbatana anal. Todas as barbatanas têm pontas pretas destacadas por bordas de cores mais claras, que são especialmente impressionantes na primeira barbatana dorsal e no lobo caudal inferior. A maioria dos tubarões de pontas negras não mede mais de 1,6 m (5,2 pés) de comprimento, embora raramente os indivíduos alcancem 1,8 m (5,9 pés) ou possivelmente 2,0 m (6,6 pés). O peso máximo registrado é de 13,6 kg (30 lb).

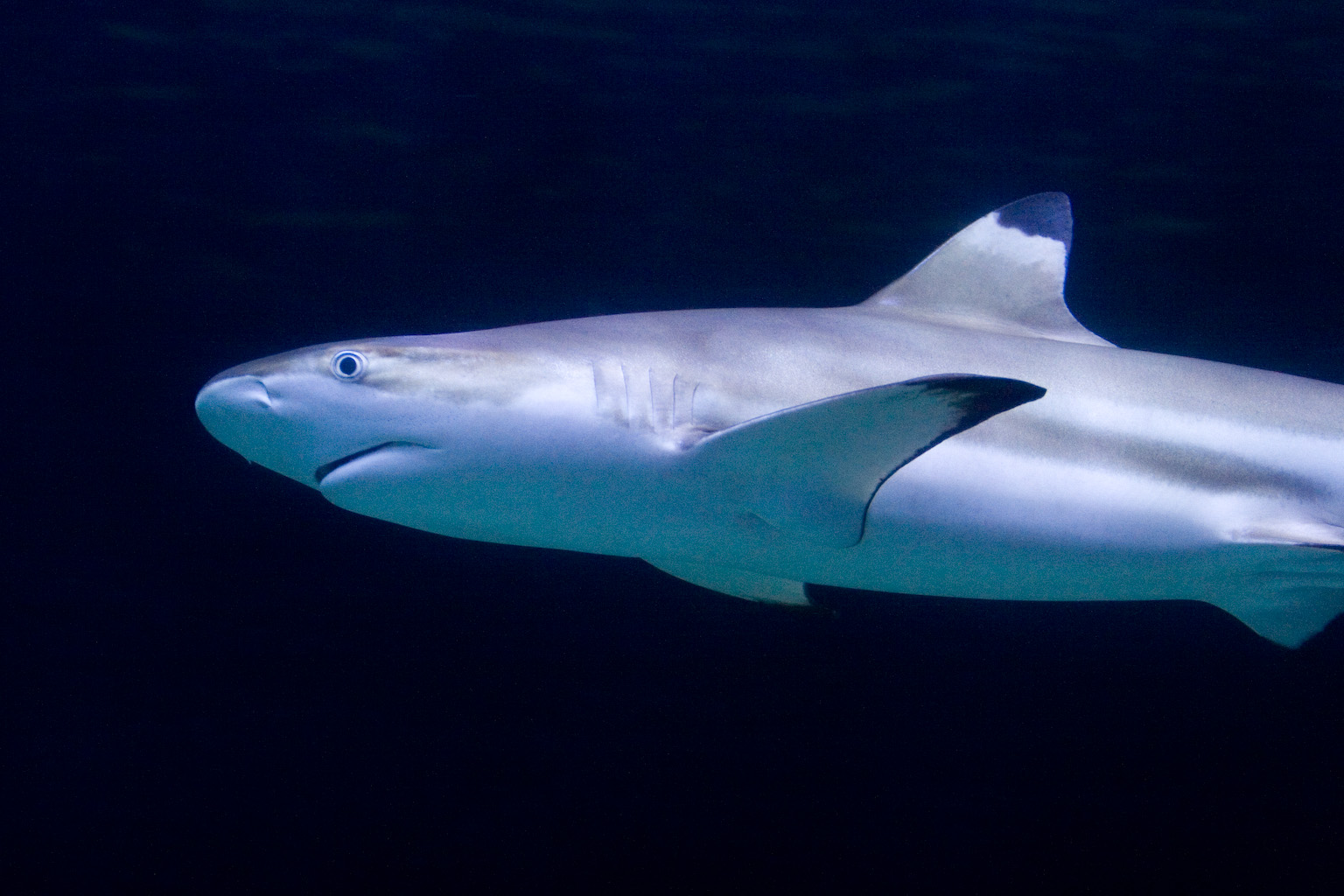
The black tip with a light border on the first dorsal fin is a key identifying trait of this shark
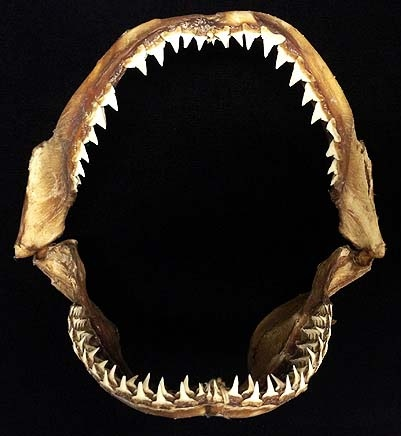
Jaws
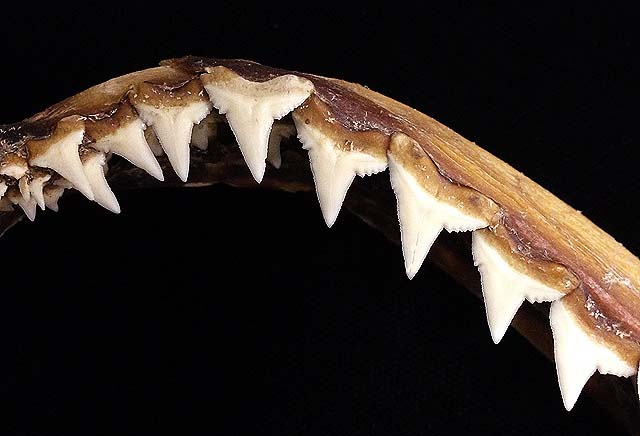
Upper teeth
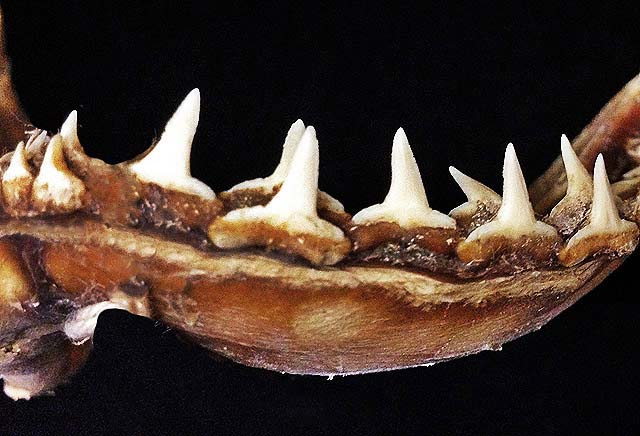
Lower teeth

## Biologia e ecologia

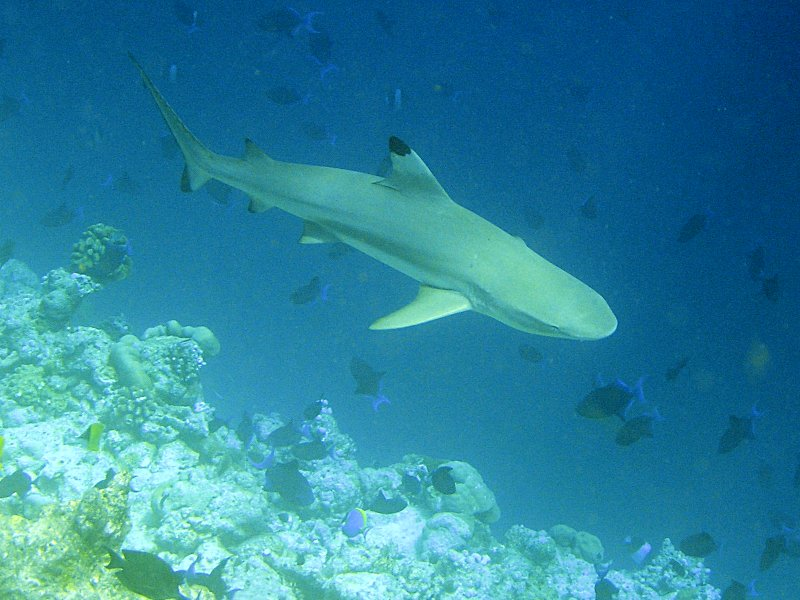
Adult blacktip reef sharks are often found patrolling reef ledges.

Juntamente com o tubarão de recife cinza (C. amblyrhinchos) e o tubarão galha-branca-de-recife (Triaenodon obesus), o tubarão de ponta negra é um dos três tubarões mais comuns que habitam recifes de coral no Indo-Pacífico. Esta espécie predomina em habitats rasos, enquanto as outras duas são encontradas principalmente em profundidade. Nadando rápido e ativo, o tubarão de pontas negras pode ser encontrado sozinho ou em pequenos grupos; grandes agregações "sociais" também foram observadas. Na maioria das vezes, os tubarões jovens e adultos não são segregados por sexo, exceto pelos movimentos das fêmeas grávidas para dar à luz. Os indivíduos exibem forte fidelidade a áreas específicas, onde podem permanecer por vários anos.
Um estudo de rastreamento do Atol de Palmyra, no Pacífico central, descobriu que o tubarão recife tem um alcance de cerca de 0,55 km2 (0,21 mi quadrado), entre as menores de todas as espécies de tubarões. O tamanho e a localização do intervalo não mudam com a hora do dia. Dentro dessa faixa, de 3 a 17% da área constituem áreas de caça favorecidas que são desproporcionalmente ocupadas pelo tubarão residente. Os tubarões passam a maior parte do tempo nadando para frente e para trás ao longo das bordas dos recifes, fazendo ocasionais incursões curtas em áreas arenosas. Sua velocidade média de natação diminui quando a maré aumenta à noite, possivelmente porque o influxo de água mais fria reduz seu metabolismo ou o movimento que acompanha os peixes forrageiros facilita a forragem. Os tubarões de ponta negra em Aldabra tendem a ser mais móveis do que os de Palmyra, com movimentos individuais registrados de até 2,5 km (1,6 milhas) em 7 horas.
Os tubarões-de-ponta-preta, particularmente indivíduos pequenos, são vítimas de peixes maiores, incluindo garoupas, tubarões-cinzento, tubarões-tigre (Galeocerdo cuvier) e membros de sua própria espécie. No Atol de Palmyra, os adultos evitam patrulhar tubarões-tigre ficando fora da lagoa central e mais profunda. Seus parasitas conhecidos incluem as tênias Anthobothrium lesteri, Nybelinia queenslandensis, Otobothrium alexanderi, e Platybothrium jondoeorum, um mixosporidiano do gênero Unicapsula, e o monógeno Dermophthirius melanopteri. Um dos poucos exemplos documentados de doenças infecciosas em um tubarão foi um caso fatal de septicemia hemorrágica em um tubarão de recife, causado pela bactéria Aeromonas salmonicida subsp. salmonicida.

### Alimentação

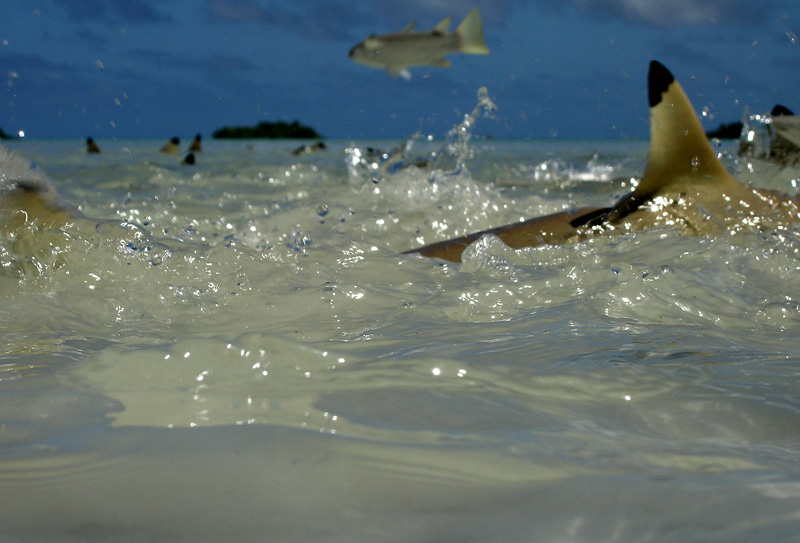
The primary food of the blacktip reef shark is small fish, such as mullet.

Como muitas vezes o predador de ápice mais abundante em seu ecossistema, o tubarão de recife desempenha um papel importante na estruturação de comunidades ecológicas costeiras. Sua dieta é composta principalmente de pequenos peixes teleósteos, incluindo tainhas, garoupas, Teraponidae, valetes, Gerreidae, Labridae, peixes-cirurgião e Sillaginidae. Grupos de tubarões de pontas negras no Oceano Índico foram observados pastoreando cardumes de tainha contra a costa para facilitar a alimentação.  Lula, polvo, choco, camarão e mantis também são capturados, assim como carniça e tubarões e raias menores, embora isso seja raro. [2] [8] No norte da Austrália, essa espécie é conhecida por consumir cobras marinhas, incluindo Acrochordus granulatus, Hydrelaps darwiniensis, Hydrophis sp. e Lapemis hardwickii. Os tubarões do Atol de Palmyra foram documentados atacando filhotes de aves marinhas que caíram de seus ninhos na água. Itens diversos que foram encontrados no estômago desta espécie incluem algas, capim-tartaruga, coral, hidrozoários, briozoários, ratos e pedras.
Pesquisadores que trabalham no Atol de Enewetak, nas Ilhas Marshall, descobriram que o tubarão recife pode ser facilmente atraído por salpicos ou golpes de ferramentas de metal contra objetos duros debaixo d'água, bem como pelo cheiro de peixes saudáveis e feridos. Como na maioria dos tubarões, o tubarão de pontas negras não possui células cone na retina, limitando sua capacidade de discriminar cores e detalhes finos. Em vez disso, sua visão é adaptada para sensibilidade ao movimento ou contraste em condições de pouca luz, o que é ainda mais aprimorado pela presença de um tapetum lucidum reflexivo. Experimentos demonstraram que este tubarão é capaz de detectar objetos pequenos a uma distância de 1,5 a 3 m (5 a 10 pés), mas é incapaz de discernir claramente a forma do objeto. A eletrorrecepção é outro meio pelo qual esse tubarão pode localizar presas; suas ampolas de Lorenzini têm uma sensibilidade de aproximadamente 4 nV / cm e um alcance efetivo de 25 cm (10 pol). Semelhante ao tubarão cinzento, essa espécie se torna mais animada e "confiante" na presença de outros indivíduos de sua espécie e, em situações extremas, pode ser despertada em um frenesi de alimentação. A atividade alimentar pode ser maior à noite do que durante o dia.

### Ciclo de vida

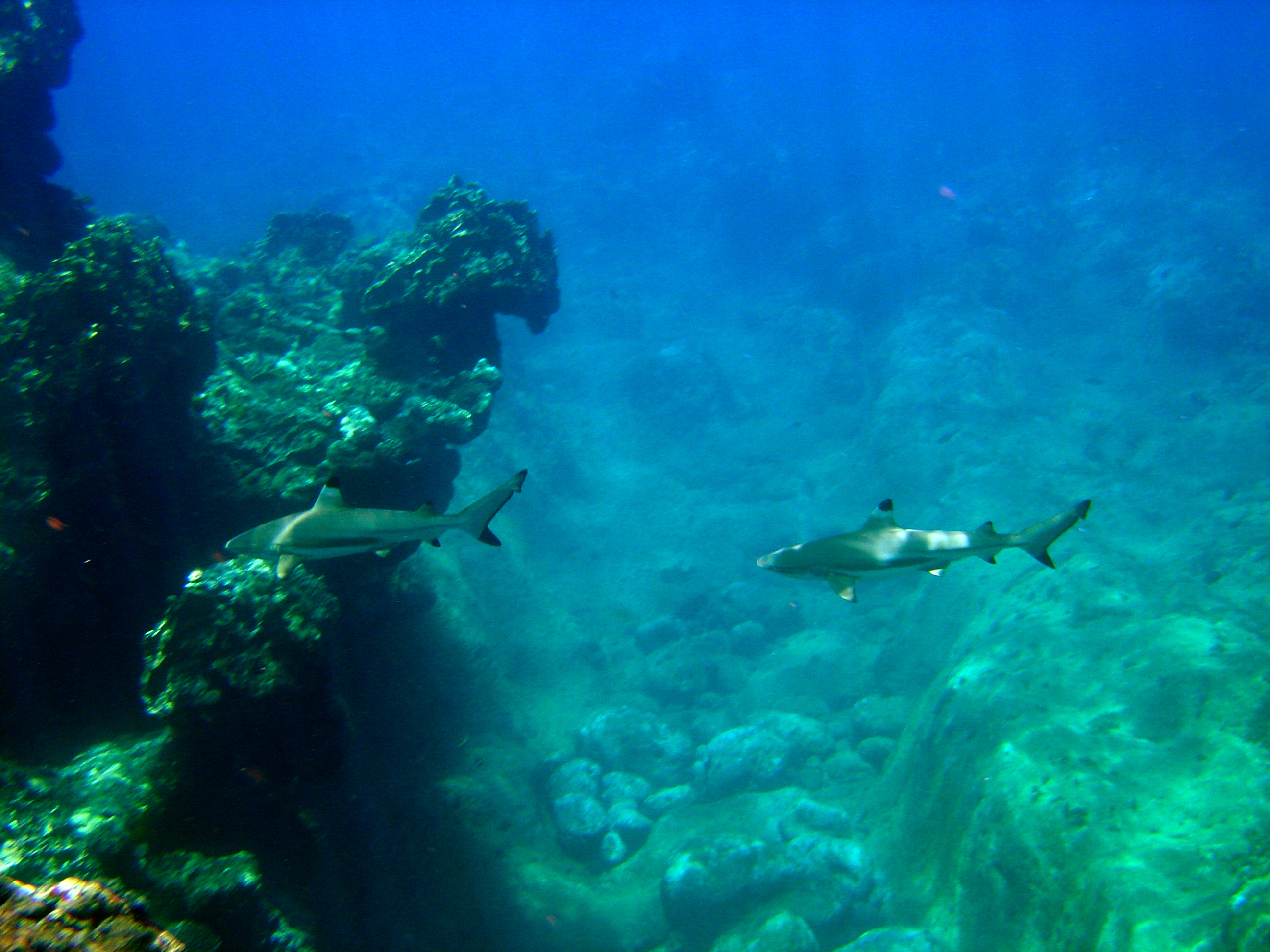
Blacktip reef sharks follow each other as a prelude to mating.

Como os outros membros de sua família, o tubarão recife é vivíparo, embora os detalhes de sua história de vida variem em toda a extensão. Seu ciclo reprodutivo é anual no norte da Austrália, com o acasalamento ocorrendo de janeiro a fevereiro, e também em Moorea, na Polinésia Francesa, onde o acasalamento ocorre de novembro a março. O ciclo é bienal ao largo de Aldabra, onde a intensa competição dentro e entre as espécies de alimentos pode forçar as fêmeas a ter filhos apenas a cada dois anos. Relatos anteriores do Oceano Índico por Johnson (1978), Madagascar por Fourmanoir (1961) e do Mar Vermelho por Gohar e Mazhar (1964) indicaram um ciclo semestral nessas regiões com duas épocas de reprodução por ano, de junho a julho e dezembro a janeiro. Se precisos, os ciclos reprodutivos mais curtos dessas subpopulações podem ser uma conseqüência da água mais quente.
Quando receptiva ao acasalamento, uma fêmea de tubarão-de-ponta-preta nada lentamente em um padrão sinusoidal próximo ao fundo com a cabeça apontada para baixo; observações na natureza sugerem que os tubarões fêmeas emitem sinais químicos que permitem que os machos os rastreiem. Quando o homem a encontra, ele se aproxima de 15 cm e a segue com o focinho voltado para a abertura dela. Um homem que corteja também pode morder a fêmea atrás das brânquias ou nas barbatanas peitorais; essas feridas de acasalamento curam completamente após 4-6 semanas. Após um período de natação síncrona, o macho empurra a fêmea de lado e a posiciona de forma que a cabeça fique encostada no fundo e a cauda levantada. Quando a fêmea está em posição, o macho insere um de seus claspers na cloaca dela. A cópula dura vários minutos, após o que os tubarões se separam e retomam seu comportamento regular. Fora de Moorea, as fêmeas idosas individuais acasalam e dão à luz em um período consistente a cada ano, geralmente com precisão de uma semana, enquanto as fêmeas mais jovens exibem mais variabilidade no tempo. Fêmeas mais jovens também têm maior probabilidade de não engravidar após o acasalamento.

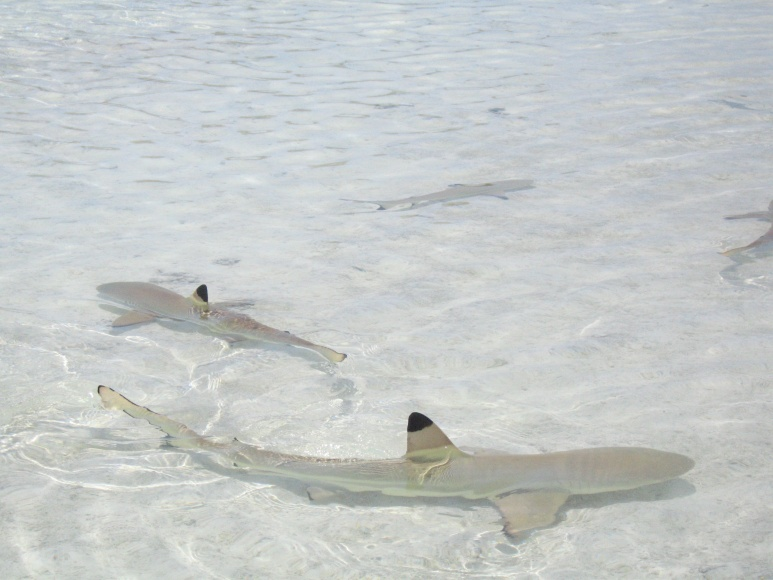
Young blacktip reef sharks frequent very shallow, sandy flats.

O período de gestação foi relatado como 10 a 11 meses nas ilhas do Oceano Índico e Pacífico, e 7 a 9 meses no norte da Austrália. Autores anteriores, como Melouk (1957), estimaram um período de gestação em até 16 meses, embora a validade desse número tenha sido questionada posteriormente. A fêmea tem um único ovário funcional (à direita) e dois úteros funcionais, divididos em compartimentos separados para cada embrião. As caixas de ovos recém-ovulados medem 3,9 cm (1,5 pol) por 2,6 cm (1,0 pol); após a eclosão, os embriões são sustentados por um saco vitelino durante o primeiro estágio de desenvolvimento. Após dois meses, o embrião mede 4 cm de comprimento e apresenta brânquias externas bem desenvolvidas. Após quatro meses, o saco vitelino começou a ser convertido em uma conexão placentária que se liga à parede uterina; neste momento, as marcações das barbatanas escuras do embrião se desenvolvem. Em cinco meses, o embrião mede 24 cm e reabsorveu suas brânquias externas; a placenta está totalmente formada, embora algumas gemas permaneçam até sete meses após a gestação.
O parto ocorre de setembro a novembro, com as fêmeas fazendo uso de áreas de viveiro rasas no interior do recife. Filhotes recém-nascidos medem de 40 a 50 cm de comprimento no Oceano Índico e no norte da Austrália, enquanto filhotes de natação livre de até 33 cm de comprimento foram observados nas ilhas do Pacífico. O tamanho da ninhada é 2–5 (normalmente 4) e não está correlacionado com o tamanho da fêmea. Jovens tubarões de ponta preta geralmente formam grandes grupos em água com profundidade insuficiente para cobrir seus corpos, sobre planícies de areia ou em manguezais próximos à costa. Durante a maré alta, eles também se deslocam para plataformas de coral inundadas ou locais com de algas marinhas. O crescimento é inicialmente rápido; um tubarão em cativeiro documentado cresceu em média 23 cm (9,1 pol.) por ano nos dois primeiros anos de vida. A taxa de crescimento diminui para cerca de 5 cm por ano em jovens e adultos. Machos e fêmeas amadurecem sexualmente nos comprimentos de 95 cm (37 pol.) E 97 cm (38 pol.) Respectivamente ao norte da Austrália,  e 105 cm (41 pol.) E 110 cm (43 pol.), Respectivamente, na região de Aldabra. Os machos amadurecem a 97 cm de comprimento do Atol de Palmyra.

## Interações humanas

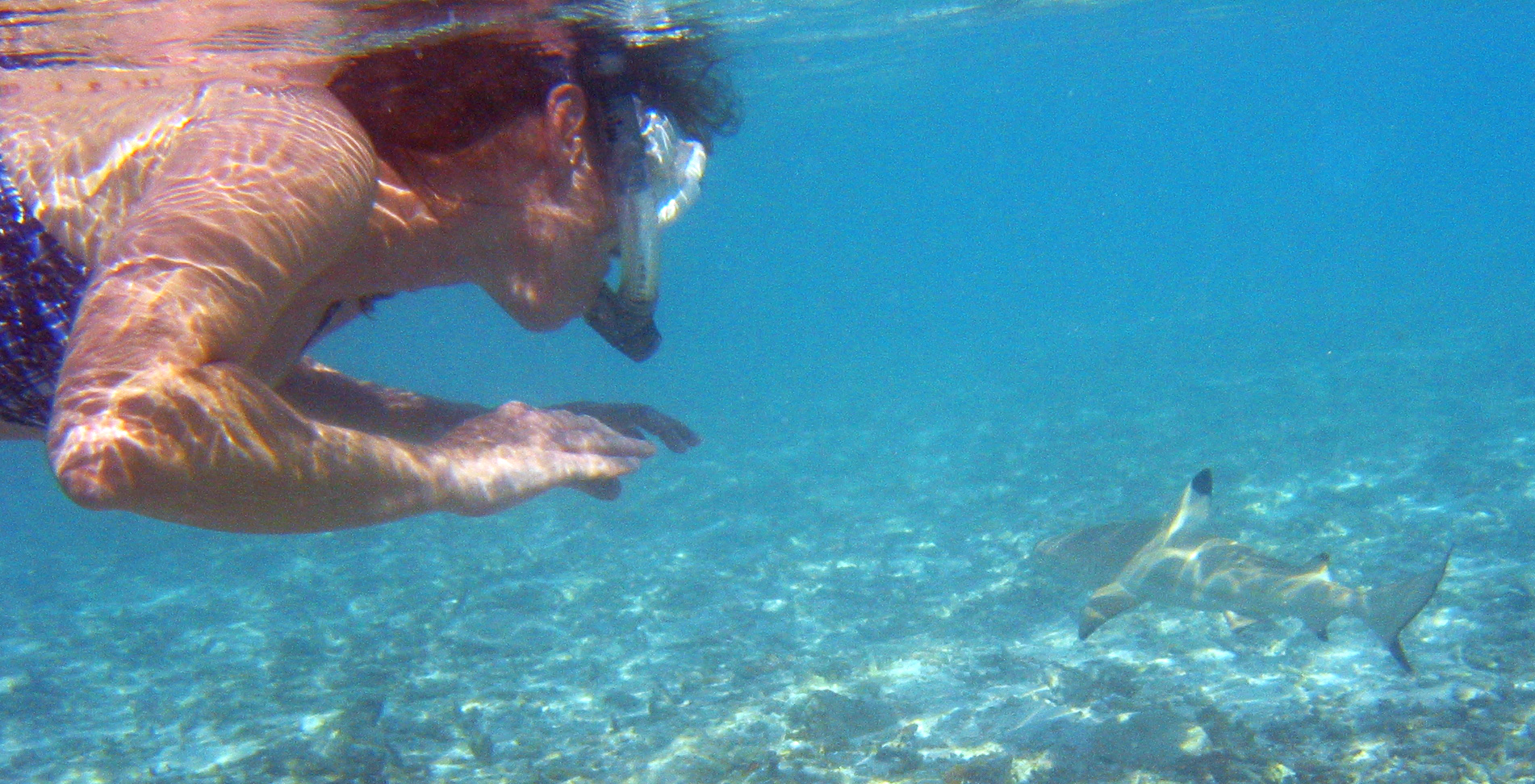
Submerged swimmers are less likely to be bitten by the blacktip reef shark than waders.

Na maioria das circunstâncias, o tubarão de pontas negras tem um comportamento tímido e é facilmente assustado pelos nadadores. No entanto, suas preferências de habitat costeiro o colocam em contato frequente com seres humanos e, portanto, são consideradas potencialmente perigosos. Desde o início de 2009, 11 ataques não provocados e 21 ataques totais (nenhum fatal) foram listados no International Shark Attack File que são atribuíveis ao tubarão de pontas negras. A maioria dos ataques envolve tubarões que mordem as pernas ou os pés de pernalta, aparentemente confundindo-os com sua presa natural, e não resultam em ferimentos graves. Nas Ilhas Marshall, os habitantes das ilhas nativas evitam ataques de tubarões de ponta negra nadando em vez de passear em águas rasas, e uma maneira de desencorajar esses tubarões é submergir o corpo. Sabe-se também que o tubarão de pontas negras se torna agressivo na presença de iscas e pode representar uma ameaça ao tentar roubar as capturas de pescadores com lança.
O tubarão recife é uma captura normal da pesca costeira, como as que operam na Tailândia e na Índia, mas não é direcionado ou considerado comercialmente importante. A carne (vendida fresca, congelada, seca e salgada ou defumada para consumo humano), óleo de fígado e barbatanas são usadas. A União Internacional para a Conservação da Natureza avaliou o tubarão recife como quase ameaçado. Embora permaneça generalizado e comum, declínios locais substanciais devido à sobrepesca foram agora documentados em muitas áreas. Esta espécie tem uma baixa taxa reprodutiva, limitando sua capacidade de recuperação do esgotamento. Os tubarões de pontas negras são objetos populares de exposições de aquários públicos, devido à sua aparência estereotipada de "tubarão", capacidade de procriar em cativeiro e tamanho modesto, e também são atrações para mergulhadores de ecoturismo.

## Links externos
- Carcharhinus melanopterus, Blacktip reef shark at FishBase
- Carcharhinus melanopterus (Blacktip Reef Shark)[ligação inativa] at IUCN Red List
- Biological Profiles: Blacktip Reef Shark at Florida Museum of Natural History Ichthyology Department